# 伊恩·塔普
伊恩·塔普（英語：Ian Tapp），英国音频工程师。他因电影贫民窟的百万富翁赢得了奥斯卡最佳音响效果奖。自1987年起，塔普参与制作了120多部电影。

## 部分影视作品
- 贫民窟的百万富翁 (2008)[1]